# UFC 70
UFC 70: Nations Collide foi um evento de artes marciais mistas promovido pelo Ultimate Fighting Championship, ocorrido em 21 de abril de 2007 no Manchester Evening News Arena em Manchester, Inglaterra. Foi o segundo evento do UFC na Inglaterra, sendo o primeiro o UFC 38. Sua luta principal foi entre Mirko Filipovic contra Gabriel Gonzaga que foi para determinar o desafiante do Cinturão Peso Pesado do UFC, que o atual detentor era o americano Randy Couture.

## Bônus da Noite
- Luta da Noite:  Michael Bisping vs.  Elvis Sinosic
- Nocaute da Noite:  Gabriel Gonzaga
- Finalização da Noite:  Terry Etim

## Ligações Externas
- «Página oficial do evento» (em inglês)